# 云中县 (北周)
云中县，中国古县名。
北周时，改太平县为云中县，治所在在今山西省大同市。隋朝时，当为避隋文帝父亲杨忠讳，改云内县，移置今山西省朔州市怀仁县西南。此地属马邑郡云内县之恒安镇。唐朝武德六年（623年），置北恒州，武德七年废。贞观十四年（640年），在此地复置定襄县。永淳元年（682年）废。开元十八年（730年），复置云州、云中县，云中县隶云州，后隶云中郡。
五代后晋时，云州地入契丹。辽朝时为大同府辖县。重熙十七年（1048年），西夏犯边，析云中县置大同县。元朝时废。